# Five Rivers
Five Rivers es una localidad de Trinidad y Tobago, que forma parte de la región de Tunapuna-Piarco.

## Geografía
La localidad abarca parte de la isla Trinidad y limita al norte con Lopinot village, al sur con Arouca, al este con Lopinot Village, Surrey Village, Arouca y Bon Air West Development y al oeste con Kandahar.

## Demografía
Datos demográficos de la localidad de Five Rivers:
| Gráfica de evolución demográfica de Five Rivers entre 2000 y 2011 |
|                                                                   |